# 心に花の咲く日まで
「心に花の咲く日まで」 （こころにはなのさくひまで）は、文学座により製作され、1955年（昭和30年）4月14日に大映の配給で公開された日本映画。モノクロ/スタンダード/109分（11巻、 2,985m）

## 概要
新劇の劇団である文学座が「にごりえ」に続いて製作した映画作品で、戯曲「ほたるの光」「赤いざくろ」を作者自身の田中澄江が井手俊郎と共に映画化の為に脚本化し、俳優としても活躍する佐分利信が監督を担った。主演には「にごりえ」に続き淡島千景を松竹より迎え、文学座の座員である芥川比呂志、杉村春子、丹阿彌谷津子、長岡輝子、宮口精二などが演技をかためている。また、音楽はコロムビアレコード提供のベートーヴェンの田園交響曲が使用されている。

## スタッフ
- 企画：吉田千恵子
- 原作：田中澄江
- 監督：佐分利信
- 脚本：田中澄江、井手俊郎
- 撮影：藤井静
- 美術：松山崇
- 録音：中野倫治 （アオイスタデオ）
- 照明：山下馨
- 助監督：橋本隆亘
- 編集：小林幹男
- 製作主任：上杉千敏

## 出演
| - 笹山すず子：淡島千景 - 笹山三吉：芥川比呂志 - 森下さん：杉村春子 - 原さん：丹阿弥谷津子 - 山崎たか子：文野朋子 - 山崎とき：長岡輝子 - 郵便屋：三津田健 - 宮田先生：中村伸郎 - 鈴木：宮口精二 - 向坂先生：龍岡晋 - 志野君：仲谷昇 - 富永夫人：賀原夏子 | - 看護婦長赤島：荒木道子 - 岸フミ：加藤治子 - 山崎良：飯田紀美夫 - 月田：北村和夫 - 杉本：戌井市郎 - 百合子：大久保知子 - 酒井：北見治一 - 夏目：加藤武 - 葉山：樋口迪也 - 医局員佐野：荒川哲生 - 看護婦：宮内順子 |

- 他出演者：田代信子、三津田伊沙子、久門裕夫、稲垣照三、松浦竹夫、広沢英雄、新村礼子

## 備考
ロケ地：目黒区駒場1丁目2付近の井の頭線踏切、日比谷公会堂 ほか